# Flame of love
「flame of love」（フレイム オブ ラブ）は、sweet velvetの2枚目のシングル。

## 内容
1999年6月23日に発売。全作詞は秋本瑞月、作曲は大野愛果（#1）・金子奈未（#2）、全編曲は編曲家の古井弘人。
CBC・TBS系アニメ『モンスターファーム 〜円盤石の秘密〜』の前期エンディングテーマ。この曲で発売日に日本テレビ系『日刊ヒット』、発売週のTBS系『CDTV』へそれぞれ出演し、テレビ番組初出演を果たした。
ボーカルの秋本瑞月は「オリコンthe ichiban」のインタビューで「最初に曲を聴いたときに、すごく広くて、すごく深いブルー」というイメージが浮いたと語っている。

## 収録曲
1. flame of love
2. STAY
3. flame of love (original karaoke)